# Station Louvroil
Station Louvroil is een spoorwegstation in de Franse gemeente Louvroil.